# 宮古警備隊
宮古警備隊（みやこけいびたい、英: JGSDF Miyako Area Security Force）は、陸上自衛隊宮古島駐屯地（沖縄県 宮古島市）に駐屯する第15旅団隷下の離島警備部隊である。

## 概要
26中期防の基本方針に基づき、中国人民解放軍海軍の進出および朝鮮半島有事などの脅威に対する南西諸島防衛態勢強化の観点から水陸機動団などとともに新編された部隊のうちのひとつである。
第4師団隷下の対馬警備隊をモデルとしており、隊本部、普通科中隊および後方支援隊から編成される。隊長は1等陸佐（二）が充てられ、宮古島駐屯地司令を兼務する。
警備隊区は宮古島および多良間島

## 沿革
- 2019年（平成31年）
  - 3月26日：宮古警備隊が宮古島駐屯地に新編[1][2][3]。宮古警備隊長が宮古島駐屯地司令に職務指定。
  - 4月19日：発足後初の災害派遣。空自第53警戒隊と共に宮古島沿岸における漂着油物（廃油ボール）の回収を実施[4]。
- 2023年（令和5年）
  - 3月16日：宮古島駐屯地業務隊が新編され[5]、後方支援隊から駐屯地管理業務を移管。
  - 4月6日：宮古警備隊長兼宮古島駐屯地司令の伊與田雅一1等陸佐が、同日宮古島沖で発生した宮古島沖陸自ヘリ航空事故に遭遇し消息不明。
  - 4月21日：伊與田1佐の消息不明に伴い、後任の宮古警備隊長兼宮古島駐屯地司令として比嘉隼人1等陸佐（前職：第5施設群長兼高田駐屯地司令）が着任[6]。伊與田1佐は第15旅団司令部付に異動。

## 部隊編成
- 宮古警備隊本部
- 宮古警備隊本部中隊「宮古警-本」
  - 隊本部班
  - 対戦車小隊：中距離多目的誘導弾
  - 情報小隊：軽装甲機動車、偵察用オートバイ、スカイレンジャーUAV
  - 施設作業小隊
  - 通信小隊
  - 狙撃班：対人狙撃銃
  - 衛生班
- 普通科中隊「宮古警-普」
  - 中隊本部
  - 第1小銃小隊：軽装甲機動車
  - 第2小銃小隊：軽装甲機動車
  - 第3小銃小隊：軽装甲機動車
  - 第4小銃小隊：軽装甲機動車
  - 迫撃砲小隊：81mm迫撃砲 L16
  - 狙撃班：対人狙撃銃
- 後方支援隊「宮古警-後」
  - 本部班
  - 整備小隊
  - 補給小隊
  - 管理小隊

## 主要幹部
| 官職名                           | 階級    | 氏名     | 補職発令日     | 前職                          |
| -------------------------------- | ------- | -------- | -------------- | ----------------------------- |
| 宮古警備隊長 兼 宮古島駐屯地司令 | 1等陸佐 | 比嘉隼人 | 2023年04月21日 | 第5施設群長 兼 高田駐屯地司令 |

| 代 | 氏名       | 在職期間                        | 前職                             | 後職                           |
| -- | ---------- | ------------------------------- | -------------------------------- | ------------------------------ |
| 01 | 田中広明   | 2019年03月26日 - 2020年03月15日 | 第15旅団司令部                   | 陸上自衛隊教育訓練研究本部勤務 |
| 02 | 佐藤慎二   | 2020年03月16日 - 2022年03月13日 | 陸上幕僚監部監理部総務課企画班長 | 自衛隊岩手地方協力本部長       |
| 03 | 伊與田雅一 | 2022年03月14日 - 2023年04月20日 | 陸上自衛隊富士学校機甲科部副部長 | 第15旅団司令部付               |
| 04 | 比嘉隼人   | 2023年04月21日 -                | 第5施設群長 兼 高田駐屯地司令    |                                |

## 警備隊区
- 宮古島市・多良間村[8]